# Mecklenburgisches Wörterbuch
Das Mecklenburgische Wörterbuch ist ein großlandschaftliches Wörterbuch des Deutschen, das sowohl die Dialekte wie auch die historische Sprache im Raum der früheren Großherzogtümer Mecklenburg-Schwerin und Mecklenburg-Strelitz abdeckt.

## Charakteristik
Das von Richard Wossidlo und Hermann Teuchert angelegte, siebenbändige Mecklenburgische Wörterbuch ist ein streng alphabetisch aufgebautes zweisprachiges Bedeutungswörterbuch der niederdeutschen mecklenburgischen Volkssprache. Das Wortgut wird nicht allein für die Gegenwart abgehandelt, sondern von der Besiedlung des Landes an, also unter Einschluss der mittelniederdeutschen Zeit. Beschreibungssprache ist Hochdeutsch.
Neben der Dokumentation der Sprache zieht das Werk auch die Volkskunde mit ein, wie sie im großen Sammelwerk Wossidlos aufgehoben ist, sowie die Agrar-, die Wirtschafts- und die Kulturgeschichte. Auch die Darstellung dieser Sachverhalte wird so weit wie möglich in die Vergangenheit zurückverfolgt.
Seitdem das Pommersche Wörterbuch konzeptionell auf die Mundart des 20. Jahrhunderts beschränkt worden ist, dient das Mecklenburgische Wörterbuch im Bereich der historischen Sprache zugleich als indirektes Referenzwerk für Pommern.

## Entstehungsgeschichte
1926 hatte Hermann Teuchert in loser Verbindung mit dem Lehrstuhl für niederdeutsche und niederländische Sprache an der Universität Rostock das Archiv Mecklenburgisches Wörterbuch (MWB) gegründet. In dieses übernahm er das Material von Richard Wossidlo, das jener seit 1884 gesammelt und später eigens für das Archiv ausgewählt und aufbereitet hatte, und ergänzte es um seine eigenen und von ihm zusätzlich veranlassten Sammlungen. Die Anzahl der Belege beläuft sich insgesamt auf etwa eine Million. Im Unterschied zu anderen großlandschaftlichen Mundartwörterbüchern steht dabei die Zahl der aus Fragebögen gewonnenen Belege hinter solchen besonders aus der gesprochenen Rede abgelauschten, aber auch den aus dem Schrifttum exzerpierten zurück.
Die erste Lieferung des Wörterbuchs erschien 1937. Wossidlo beteiligte sich an der Abfassung des Manuskriptes allerdings nicht. Hieran war bis zu ihrem Tod 1952 vor allem Teucherts Assistentin Katharina von Hagenow beteiligt. Nach Wossidlos Tod war Teuchert bis zum Jahre 1970 alleiniger Herausgeber und maßgeblicher Autor. Ein „Akademiewörterbuch“ wurde das Mecklenburgische Wörterbuch 1954, als Teuchert die Arbeitsstelle in das von Theodor Frings geleitete Institut für deutsche Sprache und Literatur an der Deutschen Akademie der Wissenschaften zu Berlin einbringen konnte.
1970, nach der Ausgliederung auch des Archivs aus der sich inzwischen Akademie der Wissenschaften der DDR nennenden Berliner Akademie, wurde die Sächsische Akademie der Wissenschaften zu Leipzig Herausgeberin des Mecklenburgischen Wörterbuchs und die Warnemünder Arbeitsstelle eine Abteilung der Sprachwissenschaftlichen Kommission der Sächsischen Akademie.
Mit der 70. Lieferung war im Jahre 1991 der niederdeutsch-hochdeutsche Hauptteil des Werkes im Manuskript vollendet. Sie wurde Anfang des Jahres 1993 unter der Jahreszahl 1992 ausgeliefert, die Arbeitsstelle zum 31. März 1993 geschlossen. Das Archiv ist nunmehr dem Institut für Germanistik an der Universität Rostock angegliedert und der niederdeutschen Professur anvertraut worden.
1996 erschien im Wachholtz Verlag Neumünster ein unveränderter, leicht verkleinerter Nachdruck der Erstauflage von 1937–1992. Ebenda kam 1998 ein Zusatzband heraus, der die Nachträge und einen hochdeutsch-niederdeutschen Index enthält.

## Digitalisierung des Wörterbuchs und der Belegsammlungen
Im Zuge der Digitalisierung des Wossidlo-Archivs werden die Belegsammlungen des Mecklenburgischen Wörterbuches mitdigitalisiert und später der Öffentlichkeit zugänglich gemacht. Die Belegsammlungen werden in zwei Bestände aufgeteilt, dem MWW (Mecklenburgisches Wörterbuch, Bestand Wossidlo) und dem MWT (Mecklenburgisches Wörterbuch, Bestand Teuchert). Beide Bestände haben jeweils einen Umfang von ca. 500.000 Seiten.
Das Mecklenburgische Wörterbuch wird in dem von der DFG finanzierten Projekt „‘Wossidlo-Teuchert online’, Publikation des Mecklenburgischen Wörterbuchs im Trierer Wörterbuchnetz und korpusbasierte bidirektionale Verknüpfung mit der digitalen Forschungsumgeben ‘WossiDiA’“ digitalisiert, mit den von Richard Wossidlo und Hermann Teuchert erstellten Wörterbuchzetteln und zusätzlichem Material (Zeichnungen, Sammelbüch, Bücher etc.) verknüpft und in das Trierer Wörterbuchnetz eingebunden.
Am 7. April 2025 wurde das digitale Mecklenburgische Wörterbuch während einer Festveranstaltung in der Universität Rostock freigeschaltet.